# Ускорение
Ускоре́ние (обычно обозначается латинскими буквами a (от лат. acceleratio) или w) — физическая величина, определяющая быстроту изменения скорости тела, то есть первая производная от скорости по времени. Ускорение является векторной величиной, показывающей, на сколько изменяется вектор скорости {\displaystyle {\vec {v}}} тела при его движении за единицу времени:
{\displaystyle {\vec {a}}={d{\vec {v}} \over dt}.}
Например, тела, свободно падающие вблизи поверхности Земли вдоль вертикали, в случаях, когда испытываемое ими сопротивление воздуха мало, увеличивают свою скорость примерно на 9,8 м/с за секунду, то есть их ускорение примерно равно 9,8 м/с². При непрямолинейном движении учитывается изменение не только величины скорости, но и её направления: скажем, ускорение тела, движущегося по окружности с постоянной по модулю скоростью, не равно нулю: имеется постоянное по модулю (и переменное по направлению) ускорение, направленное к центру окружности.
Единицей ускорения в Международной системе единиц (СИ) служит метр в секунду за секунду (русское обозначение: м/с2; международное: m/s2).

## Ускорение вкинематике точки

### Наиболее общий случай

#### Ускорение и связанные величины
Вектор ускорения материальной точки в любой момент времени находится путём однократного дифференцирования по времени вектора скорости материальной точки (или двукратного дифференцирования радиус-вектора):
{\displaystyle {\vec {a}}={d{\vec {v}} \over dt}={d^{2}{\vec {r}} \over dt^{2}}.}
Если на траектории точки известны координаты {\displaystyle {\vec {r}}(t_{0})={\vec {r}}_{0}} и вектор скорости {\displaystyle {\vec {v}}(t_{0})={\vec {v}}_{0}} в какой-либо момент времени t0, а также зависимость ускорения от времени {\displaystyle {\vec {a}}(t),} то, интегрируя это уравнение, можно получить координаты и скорость точки в любой момент времени t (как до, так и после момента t0):
{\displaystyle {\vec {v}}(t)={\vec {v}}_{0}+\int _{t_{0}}^{t}{\vec {a}}(\tau )d\tau ,}
{\displaystyle {\vec {r}}(t)={\vec {r}}_{0}+{\vec {v}}_{0}(t-t_{0})+\int _{t_{0}}^{t}\int _{t_{0}}^{\xi }{\vec {a}}(\tau )d\tau d\xi .}
Производная ускорения по времени, то есть величина, характеризующая скорость изменения ускорения, называется рывком:
{\displaystyle {\vec {j}}={\frac {\mathrm {d} {\vec {a}}}{\mathrm {d} t}},} где {\displaystyle {\vec {j}}} — вектор рывка.

#### Анализ движения покривой
Траекторию движения материальной точки на малом участке можно считать плоской. Вектор ускорения {\displaystyle {\vec {a}}} можно разложить по сопутствующему базису {\displaystyle \left\{{\vec {\tau }},{\vec {n}},{\vec {b}}\right\}}:
{\displaystyle {\vec {a}}={a}_{\tau }{\vec {\tau }}+{a}_{n}{\vec {n}}+{a}_{b}{\vec {b}}={\frac {dv}{dt}}{\vec {\tau }}+{\frac {v^{2}}{R}}{\vec {n}}+{a}_{b}{\vec {b}}},
где {\displaystyle v\equiv |{\vec {v}}|} — величина скорости, {\displaystyle {\vec {\tau }}={\vec {v}}/v} — единичный касательный к траектории вектор, направленный вдоль скорости (касательный орт), {\displaystyle {\vec {n}}} — орт главной нормали к траектории, который можно определить как единичный вектор в направлении {\displaystyle d{\vec {\tau }}/dl} (через {\displaystyle dl} обозначен малый элемент траектории), {\displaystyle {\vec {b}}} — орт бинормали к траектории, перпендикулярный обоим ортам {\displaystyle {\vec {\tau }}} и {\displaystyle {\vec {n}}} (то есть ортогональный к мгновенной плоскости траектории), {\displaystyle R} — радиус кривизны траектории.
Слагаемое {\displaystyle {a}_{b}{\vec {b}}}, называемое бинормальным ускорением, всегда равно нулю. Это можно считать прямым следствием определения векторов {\displaystyle {\vec {n}},{\vec {b}}}: можно сказать, что они выбираются именно так, чтобы первый всегда совпадал с нормальным ускорением, второй же был ортогонален первому.
Векторы {\displaystyle {a}_{\tau }{\vec {\tau }}} и {\displaystyle {a}_{n}{\vec {n}}} называются касательным (тангенциальным) и нормальным ускорениями соответственно.
Учитывая сказанное выше, вектор ускорения при движении по любой траектории можно записать как
{\displaystyle {\vec {a}}={a}_{\tau }{\vec {\tau }}+{a}_{n}{\vec {n}}={\frac {dv}{dt}}{\vec {\tau }}+{\frac {v^{2}}{R}}{\vec {n}}.}

### Важные частные случаи

#### Равноускоренное движение
Если вектор {\displaystyle {\vec {a}}} не меняется со временем, движение называют равноускоренным. При равноускоренном движении вышеприведённые общие формулы упрощаются до следующего вида:
{\displaystyle {\vec {v}}(t)={\vec {v}}_{0}+{\vec {a}}(t-t_{0}),}
{\displaystyle {\vec {r}}(t)={\vec {r}}_{0}+{\vec {v}}_{0}(t-t_{0})+{{\vec {a}}(t-t_{0})^{2} \over 2}.}
Частным случаем равноускоренного движения является случай, когда ускорение равно нулю в течение всего времени движения. В этом случае скорость постоянна, а движение происходит по прямолинейной траектории (если скорость тоже равна нулю, то тело покоится), поэтому такое движение называют прямолинейным и равномерным.
Равноускоренное движение точки всегда является плоским, а твёрдого тела — плоскопараллельным (поступательным). Обратное, вообще говоря, неверно.
Равноускоренное движение при переходе в другую инерциальную систему отсчёта остаётся равноускоренным.
Случай равноускоренного движения, когда ускорение (постоянное) и скорость направлены по одной прямой, но в разных направлениях, называется равнозамедленным движением. Равнозамедленное движение всегда одномерно. Движение можно рассматривать как равнозамедленное лишь до того момента, пока скорость не станет равной нулю. Кроме того, всегда существуют инерциальные системы отсчёта, в которых движение не является равнозамедленным.

#### Прямолинейное движение
Важным частным случаем движения с ускорением является прямолинейное движение, когда ускорение в любой момент времени коллинеарно скорости (например, случай падения тела с вертикальной начальной скоростью). В случае прямолинейного движения можно выбрать одну из координатных осей вдоль направления движения и заменить радиус-вектор и векторы ускорения и скорости на скаляры. При этом, при постоянном ускорении из приведённых выше формул вытекает, что
{\displaystyle v^{2}=v_{0}^{2}+2\,as.}
Здесь {\displaystyle v_{0}} и {\displaystyle v} — начальная и конечная скорости тела, {\displaystyle a} — его ускорение, {\displaystyle s} — пройденный телом путь.
Ряд практически важных формул связывают затраченное время, пройденный путь, достигнутую скорость и ускорение при равноускоренном прямолинейном движении с нулевой ({\displaystyle v_{0}=0}) начальной скоростью:
{\displaystyle t={\sqrt {\frac {2s}{a}}}={\frac {v}{a}}={\frac {2s}{v}},\qquad \qquad s={\frac {vt}{2}}={\frac {at^{2}}{2}}={\frac {v^{2}}{2a}},}
{\displaystyle v={\sqrt {2\,as}}=at={\frac {2s}{t}},\qquad \qquad a={\frac {v}{t}}={\frac {2s}{t^{2}}}={\frac {v^{2}}{2s}},}
так что любые две из этих величин определяют две другие (здесь предполагается, что время отсчитывается от начала движения: t0 = 0).

#### Движение по окружности
Вектор ускорения
{\displaystyle {\vec {a}}={\frac {d{\vec {v}}}{dt}}}
при движении точки по окружности можно разложить на два слагаемых (компоненты):
{\displaystyle {\vec {a}}={\vec {a}}_{\tau }+{\vec {a}}_{n}}.
Тангенциальное или касательное ускорение {\displaystyle {\vec {a}}_{\tau }} (обозначается иногда {\displaystyle {\vec {w}}_{\tau },{\vec {u}}_{\tau }} и т. д., в зависимости от того, какой буквой в конкретном тексте принято обозначать ускорение) направлено по касательной к траектории. Является составляющей вектора ускорения {\displaystyle {\vec {a}}}, коллинеарной вектору мгновенной скорости. Характеризует изменение скорости по модулю.
{\displaystyle {\vec {a}}_{\tau }={\frac {\vec {v}}{|{\vec {v}}|}}\cdot {\frac {d|{\vec {v}}|}{dt}}}.
Центростремительное или нормальное ускорение {\displaystyle {\vec {a}}_{n}} (также обозначается иногда {\displaystyle {\vec {w}}_{n},{\vec {u}}_{n}} и т. д.) возникает (не равно нулю) всегда при движении точки не только по окружности, но и по любой траектории с ненулевой кривизной. Является составляющей вектора ускорения {\displaystyle {\vec {a}}}, перпендикулярной вектору мгновенной скорости. Характеризует изменение скорости по направлению. Вектор нормального ускорения всегда направлен к мгновенной оси вращения,
{\displaystyle {\vec {a}}_{n}={|{\vec {v}}|}\cdot {\frac {d}{dt}}{\frac {\vec {v}}{|{\vec {v}}|}}},
а модуль равен
{\displaystyle |{\vec {a}}_{n}|=\omega ^{2}R={v^{2} \over R}},
где ω — угловая скорость относительно центра вращения, {\displaystyle R} — радиус кривизны (для окружности он совпадает с её радиусом и модулем радиус-вектора, отсчитываемого от центра).
Кроме этих двух компонент, используется также понятие углового ускорения, показывающее, насколько изменится угловая скорость за единицу времени, и, аналогично линейному ускорению, вычисляемое следующим образом:
{\displaystyle {\vec {\varepsilon }}={d{\vec {\omega }} \over dt}}.
Направление вектора здесь показывает, увеличивается или уменьшается модуль скорости. Если векторы углового ускорения и угловой скорости сонаправлены (или хотя бы их скалярное произведение положительно), значение скорости растёт, и наоборот.
В частном случае равномерного движения по окружности векторы углового ускорения и тангенциального ускорения равны нулю, а центростремительное ускорение постоянно по модулю.

### Ускорение при сложном движении
Говорят, что материальная точка (тело) совершает сложное движение, если она движется относительно какой-либо системы отсчёта, а та, в свою очередь, движется относительно другой, «лабораторной», системы отсчёта. Тогда абсолютное ускорение тела в лабораторной системе равно сумме относительного, переносного и кориолисова ускорений:
{\displaystyle {\vec {a}}={\vec {a}}_{r'}+{\vec {a}}_{e}+2\left[{\vec {\omega }}\times {\vec {v}}_{r'}\right].}
Последний член содержит векторное произведение угловой скорости вращения движущейся системы отсчёта и скорости материальной точки в этой движущейся системе.

## Ускорения в кинематике твёрдого тела
Связь ускорений двух точек абсолютно твёрдого тела A и B можно получить из формулы Эйлера для скоростей этих точек:
{\displaystyle {\vec {v}}_{B}={\vec {v}}_{A}+\left[{\vec {\omega }}\times {\vec {AB}}\right],}
где {\displaystyle {\vec {\omega }}} — вектор угловой скорости тела. Продифференцировав её по времени, получаем формулу Ривальса (Marc-Joseph-Émilien Rivals, 1833—1889):
{\displaystyle {\vec {a}}_{B}={\vec {a}}_{A}+\left[{\vec {\omega }}\times \left[{\vec {\omega }}\times {\vec {AB}}\right]\right]+\left[{\vec {\varepsilon }}\times {\vec {AB}}\right],}
где {\displaystyle {\vec {\varepsilon }}} — вектор углового ускорения тела.
Второе слагаемое называется осестремительным ускорением, а третье — вращательным ускорением.

## Создание ускорения.Динамикаточки
Первый закон Ньютона постулирует существование инерциальных систем отсчёта. В этих системах отсчёта равномерное прямолинейное движение имеет место в том случае, когда тело (материальная точка) не подвергается никаким внешним воздействиям в процессе своего движения. На основе этого закона возникает ключевое для механики понятие силы как такого внешнего воздействия на тело, которое выводит его из состояния покоя или влияет на скорость его движения. Таким образом, постулируется, что причиной возникновения ненулевого ускорения в инерциальной системе отсчёта всегда является некоторое внешнее силовое воздействие.

### Классическая механика
Второй закон Ньютона применительно к нерелятивистскому движению (то есть к движению со скоростями, много меньшими скорости света) утверждает, что ускорение материальной точки всегда пропорционально приложенной к ней и порождающей ускорение силе, причём коэффициент пропорциональности всегда один и тот же независимо от вида силового воздействия (он называется инертной массой материальной точки):
{\displaystyle m{\vec {a}}={\vec {F}}.}
Если известны масса материальной точки и (как функция времени) сила, действующая на неё, то из второго закона Ньютона известно и её ускорение: {\displaystyle {\vec {a}}={\frac {\vec {F}}{m}}.}
При постоянстве силы ускорение также будет постоянным. Скорость и координаты точки в любой момент времени можно получить, проинтегрировав ускорение по формулам из раздела о кинематике точки при заданных начальных скорости и координатах.

### Релятивистская механика
В релятивистской физике второй закон Ньютона записывается в форме:
{\displaystyle m{\frac {d}{dt}}{\frac {\vec {v}}{\sqrt {1-{\frac {v^{2}}{c^{2}}}}}}={\vec {F}}}
что делает нахождение ускорения более сложной задачей, чем в классическом случае. В частности, длительное движение с постоянным ускорением принципиально невозможно (иначе скорость точки в конце концов превысит скорость света), а неизменность силы не означает неизменности ускорения: оно будет стремиться к нулю при нарастании скорости. Тем не менее, если зависимость {\displaystyle {\vec {a}}(t)} всё же найдена, расчёт {\displaystyle {\vec {v}}(t)} и {\displaystyle {\vec {r}}(t)} осуществим по тем же формулам, что и в нерелятивистском пределе.

## Ускорение в теории относительности
В теории относительности движение тела с переменной скоростью вдоль мировой линии в 4-мерном пространстве-времени характеризуется определённой величиной, аналогичной ускорению. В отличие от обычного (трёхмерного) вектора ускорения, 4-вектор ускорения (называемый 4-ускорением) ai является второй производной от 4-вектора координат xi не по времени, а по пространственно-временному интервалу τ (или, что то же самое, по собственному времени) вдоль мировой линии тела:
{\displaystyle a^{i}={\frac {d^{2}x^{i}}{d\tau ^{2}}}={\frac {du^{i}}{d\tau }}.}
В любой точке мировой линии 4-вектор ускорения всегда ортогонален к 4-скорости:
{\displaystyle u_{i}a^{i}=0\,.}
Это означает, в частности, что 4-скорости меняются не по модулю, а лишь по направлению: независимо от направления в пространстве-времени 4-скорость любого тела равна по модулю скорости света. Геометрически, 4-ускорение совпадает с кривизной мировой линии и является аналогом нормального ускорения в классической кинематике.
В классической механике значение ускорения не изменяется при переходе от одной инерциальной системы отсчёта к другой, то есть ускорение инвариантно относительно преобразований Галилея. В релятивистской механике 4-ускорение является 4-вектором, то есть при преобразованиях Лоренца изменяется аналогично пространственно-временным координатам.
«Обычный» трёхмерный вектор ускорения {\displaystyle {\vec {w}}} (то же, что {\displaystyle {\vec {a}}(t)} в предыдущих разделах, обозначение заменено во избежание путаницы с 4-ускорением), определяемый как производная «обычной» трёхмерной скорости {\displaystyle {\vec {v}}} по координатному времени {\displaystyle {\vec {w}}={\frac {d{\vec {v}}}{dt}}}, применяется и в рамках релятивистской кинематики, но инвариантом преобразований Лоренца не является. В мгновенно сопутствующей инерциальной системе отсчёта 4-ускорение — это {\displaystyle a=(0,{\vec {w}}).} При действии постоянной силы ускорение точки {\displaystyle {\vec {w}}} уменьшается с ростом скорости, однако 4-ускорение остаётся неизменным (такой случай именуют релятивистски равноускоренным движением, хотя «обычное» ускорение при этом не постоянно).

## Измерения ускорений

### Используемые единицы
- метр на секунду в квадрате (метр в секунду за секунду), м/с², производная единица системы СИ;
- сантиметр на секунду в квадрате (сантиметр в секунду за секунду), см/с², производная единица системы СГС, имеет также собственное наименование гал, или галилео (применяется преимущественно в гравиметрии);
- g (произносится «же»), стандартное ускорение свободного падения на поверхности Земли, равное по определению 9,80665 м/с². В технических расчётах, не требующих точности выше 2 %, часто используется приближение g ≈ 10 м/с².

|            | м/с2     | фут/с2    | g          | см/с2   |
| ---------- | -------- | --------- | ---------- | ------- |
| 1 м/с² =   | 1        | 3,28084   | 0,101972   | 100     |
| 1 фут/с² = | 0,304800 | 1         | 0,0310810  | 30,4800 |
| 1 g =      | 9,80665  | 32,1740   | 1          | 980,665 |
| 1 см/с² =  | 0,01     | 0,0328084 | 0,00101972 | 1       |

### Технические средства
Приборы для измерения ускорения называются акселерометрами. Они не «детектируют» ускорение непосредственно, а измеряют силу реакции опоры, возникающую при ускоренном движении. Поскольку аналогичные силы сопротивления возникают в поле тяготения, с помощью акселерометров можно измерять также гравитацию.
Акселерографы — приборы, измеряющие и автоматически записывающие (в виде графиков) значения ускорения поступательного и вращательного движения.

### Значения ускорения в некоторых случаях
Значения ускорений различных движений:
| Вид движения                                                                         | Ускорение, м/с2                        |
| ------------------------------------------------------------------------------------ | -------------------------------------- |
| Центростремительное ускорение Солнечной системы при орбитальном движении в Галактике | 2,2⋅10−10                              |
| Центростремительное ускорение Земли при орбитальном движении вокруг Солнца           | 0,0060                                 |
| Центростремительное ускорение Луны при орбитальном движении вокруг Земли             | 0,0027                                 |
| Пассажирский лифт                                                                    | 0,9—1,6                                |
| Поезд метро                                                                          | 1                                      |
| Автомобиль «Жигули»                                                                  | 1,5                                    |
| Бегун на коротких дистанциях                                                         | 1,5                                    |
| Велосипедист                                                                         | 1,7                                    |
| Конькобежец                                                                          | 1,9                                    |
| Мотоцикл                                                                             | 3—6                                    |
| Аварийное торможение автомобиля                                                      | 4—6                                    |
| Усэйн Болт, максимальное ускорение                                                   | 8                                      |
| Гоночный автомобиль                                                                  | 8—9                                    |
| Торможение при открытии парашюта                                                     | 30 (3 g)                               |
| Запуск и торможение космического корабля                                             | 40—60 (4—6 g)                          |
| Манёвр реактивного самолёта                                                          | до 100 (до 10 g)                       |
| Свая после удара копром                                                              | 300 (30 g)                             |
| Поршень двигателя внутреннего сгорания                                               | 3×103                                  |
| Пуля в стволе винтовки                                                               | 2,5×105                                |
| Микрочастицы в ускорителе                                                            | (2—50)×1014                            |
| Электроны между катодом и анодом трубки цветного телевизора (20 кВ, 0,5 м)           | ≈7×1015                                |
| Электроны при соударении с люминофором трубки цветного телевизора (20 кВ)            | ≈1022                                  |
| Альфа-частицы в атомном ядре                                                         | ≈1027                                  |
| Планковское ускорение                                                                | ≈{\displaystyle 5.560726\cdot 10^{51}} |

Примечание: здесь g ≈ 10 м/с2.

## Понятие «обобщённое ускорение»
Если динамика механической системы описывается не в декартовых, а в обобщённых координатах {\displaystyle q_{i}} (например, в гамильтоновой или в лагранжевой формулировках механики), то можно ввести обобщённые ускорения {\displaystyle {\ddot {q_{i}}}} — первые производные по времени обобщённых скоростей {\displaystyle {\dot {q_{i}}}} или вторые производные по времени обобщённых координат; например, если в качестве одной из обобщённых координат выбран угол, то обобщённым ускорением будет соответствующее угловое ускорение. Размерность обобщённых ускорений в общем случае не равна LT−2.